# Benedikt Denzel

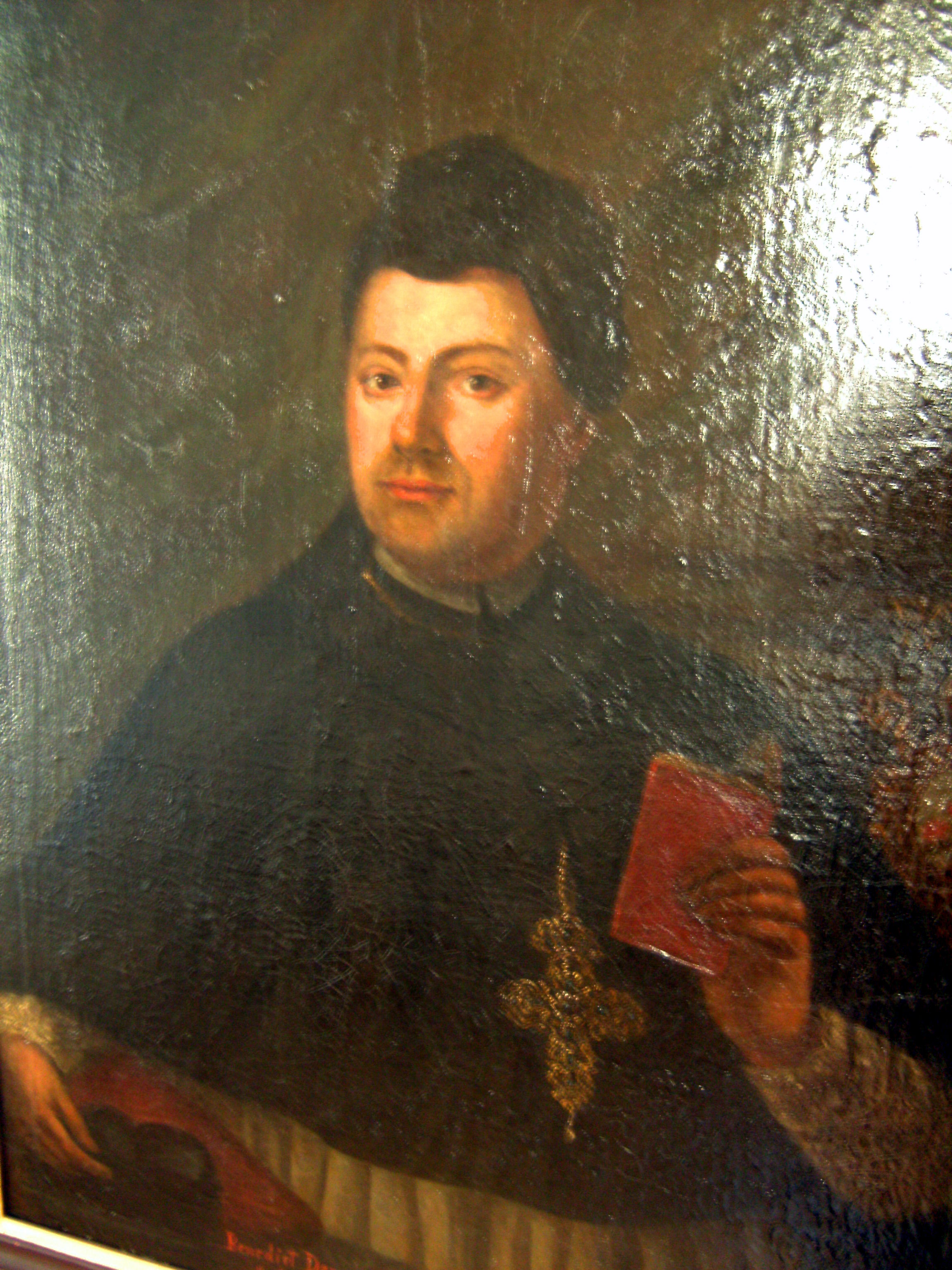
Benedikt Denzel

Benedikt Denzel OSB (* 26. September 1692 in Westerstetten; † 11. Oktober 1767 in Ochsenhausen) war von 1737 bis 1767 der 25. Abt der Reichsabtei Ochsenhausen im heutigen Landkreis Biberach in Oberschwaben.

## Leben
Benedikt Denzel legte das Ordensgelübde im Kloster Ochsenhausen am 15. Januar 1712 unter Abt Hieronymus II. Lindau ab. Er empfing die Priesterweihe am 9. Oktober 1718. Danach versah er das Amt des Novizenmeisters. In den Ortschaften Obersulmetingen und Tannheim war er Pfarrer und Pfleger der Amtssitze des Klosters. Zum Abt gewählt wurde er am 25. September 1737. Ein ihm wichtiges Anliegen war die Erhaltung der klösterlichen Disziplin und Ordnung. Während seiner Amtszeit traten fünfunddreißig Mönche in den Konvent ein und sechsunddreißig verstarben. Er musste den Verlust von einem Konventualen durch Abgang beklagen, der am 8. September 1772 nach Zürich in die Schweiz floh und dort verstarb. Der Barock, eine Strömung der europäischen Architektur und Kunstform des Absolutismus und der Gegenreformation, setzte sich in seiner Amtszeit in der Innen- und Außenraumgestaltung der Sakralbauten im Gebiet des Klosters Ochsenhausen durch.

## Bauten

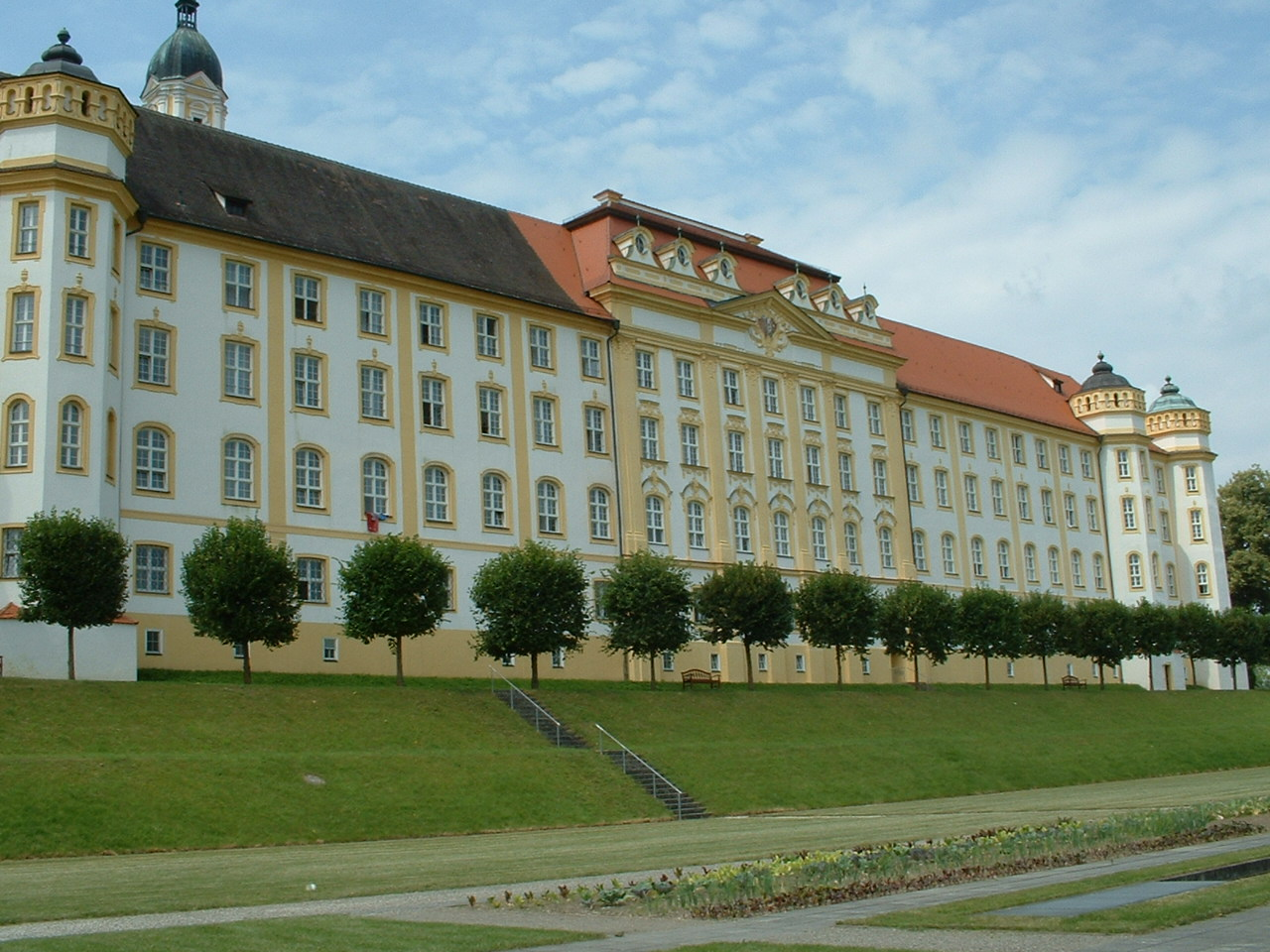
Denzel gab der Fassade die heutige Form

Im Jahre 1748 erwarb das Stift vom damaligen Bischof von Konstanz Johann Franz Schenk von Stauffenberg Schloss Horn bei Fischbach für 126.000 Gulden. Das Schloss ließ Abt Benedikt instand setzen und ein Wirtschaftsgebäude anbauen. In unmittelbarer Nähe von Ochsenhausen wurden die Kirchen in Reinstetten, Winterrieden, die Niederkirch, Rottum sowie die Kapelle in Wennedach in barockem Stil neu aufgebaut. Das Pfarrhaus in Reinstetten wurde erweitert und verschönert. Ein größerer Umbau im Kloster löste das Entfernen mehrerer hölzerner Säulen im Refektorium des Klosters aus. Die Außenfassaden der östlichen und südlichen Flügel der Klosteranlage erhielten ihr bis in die heutige Zeit unverwechselbares Aussehen. Für die Zelebration der Heiligen Messe bei Investituren ließ der Abt ein Ornat für 8.000 Gulden anfertigen. Die vier Heiligen Leiber in der Stiftskirche St. Georg wurden von den Nonnen des Klosters Ennetach bei Mengen neu gefasst.
Die Ausbildung der Mönche in den Fremdsprachen erfolgte während dieser Zeit im Kloster St. Blasien. Zur Ausbildung im Fach Mathematik wurden die Mönche nach Kloster Irsee gesandt. Kontinuierlich wurden weitere Bücher für die Bibliothek aufgekauft und das Armarium, eine Sammlung mit physikalischen Apparaten, erweitert. 1738 leistete das Stift einen Beitrag zum Kleriker-Seminar in Meersburg in Höhe von 8.000 Gulden. An Kriegskontribution für den Siebenjährigen Krieg floss vom Stift an das Reich und das Haus Habsburg eine Summe von 100.000 Gulden.
Im Alter von 75 Jahren erlitt Benedikt Denzel einen Gehirnschlag. Als Folge davon blieb eine rechtsseitige Lähmung. Von diesem Zeitpunkt an konnte der Abt sich nicht mehr ohne fremde Hilfe bewegen. Am 11. Oktober 1767 verstarb er mitten unter seinen Mönchen im Speisesaal des Klosters Schlag zwölf Uhr.

## Literatur

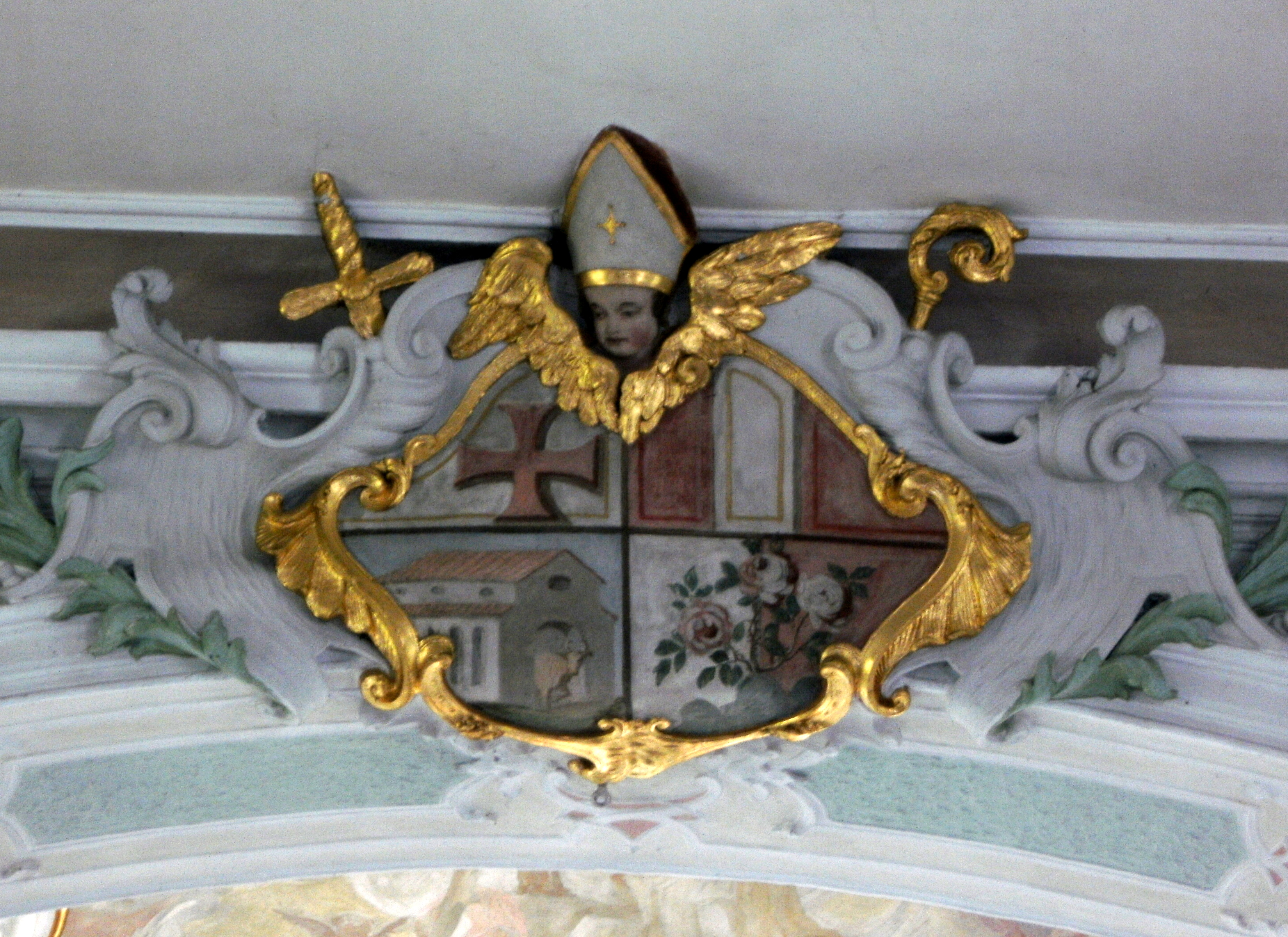
Wappen Abt Benedikts in der Niederkirch